# Isla de Tapia
La Isla de Tapia (en eonaviego A Illa de Tapia) es una isla española de 2 hectáreas metida en la villa de Tapia de Casariego (Asturias), de apariencia amesetada y bordeada de arrecife.
Posee en su cima un faro de buena factura. Se ha construido un malecón para el acceso a la isla, que continúa hacia un dique de abrigo que se prolonga desde el suroeste de la isla para proteger el puerto pesquero.
- Datos: Q9009817